# Diggy Down
Diggy Down è un singolo della cantante rumena Inna con la partecipazione del gruppo musicale Marian Hill. 
Il medesimo è stato reso disponibile in download digitale dal 25 novembre 2014 ed estratto come terzo singolo dal quarto album della cantante, Inna, che sarà pubblicato nel 2015.

## Descrizione
Diggy Down è un brano dance pop dal ritmo uptempo che ha una durata di tre minuti e quindici secondi. È stato scritto da Andrew Frampton, Breyan Isaac, Inna e Thomas Joseph Rozdilsky mentre la produzione è stata fatta dai Play & Win.
Il primo teaser fu rilasciato online in una versione demo di pochi secondi, il secondo teaser fu pubblicato il 21 novembre 2014 come immagine teaser.
Il rilascio del lyric video avvenne il 25 novembre 2014 e lo stesso giorno fu rilasciato come singolo ufficiale su ITunes. Il video musicale fu pubblicato il 9 dicembre 2014 su YouTube e Facebook.
Nel maggio 2015 fu rilasciato un remix che prevede la collaborazione con Yandel il quale ha già collaborato nel remix della canzone In Your Eyes dall'album Party Never Ends.

## Tracce
Testi e musiche di Andrew Frampton, Breyan Isaac, Inna e Thomas Joseph Rozdilsky; edizioni musicali Global Records.
1. Diggy Down (feat. Marian Hill) – 3:15